# Karl Fischer (Politiker, 1893)
Karl Ferdinand Fischer (* 19. Januar 1893 in Reichenschwand, Bayern; † 25. März 1940 im KZ Sachsenhausen) war ein deutscher Politiker (KPD) und Widerstandskämpfer gegen das NS-Regime.

## Leben
Fischer, Sohn eines Arbeiters, erlernte den Beruf des Schlossers und arbeitete anschließend in diesem Beruf. 1910 trat er der SPD bei. 1914 wurde er als Soldat zum Kriegsdienst eingezogen. Nach dem Ersten Weltkrieg war er als Schlosser in Nürnberg beschäftigt. Bereits vor der Novemberrevolution 1918 hatte Fischer an Lohnkämpfen und Streiks teilgenommen. Er wurde deshalb wiederholt gemaßregelt und entlassen.
1921 trat er der KPD bei. Anfang 1927 wurde er Orgleiter des KPD-Bezirks Nordbayern. Auf dem Essener Parteitag der KPD im März 1927 wurde er als Kandidat ins Zentralkomitee der KPD gewählt. Im Herbst 1927 wurde Fischer gemeinsam mit August Creutzburg als Kommissar des ZK in die Pfalz geschickt, um diesen ultralinken Bezirk zu leiten. Nach Creutzburgs Weggang wurde Fischer im April 1928 Politischer Leiter (Polleiter) für die Pfalz in Ludwigshafen am Rhein. Auf dem XII. Weddinger Parteitag 1929 wurde Fischer wieder als Kandidat ins ZK gewählt.
Nachdem er schon 1927 kurz eine deutsche Parteischule besucht hatte, wurde Fischer im September 1929 an die Internationale Lenin-Schule nach Moskau delegiert. Nach seiner Rückkehr aus Moskau im Juni 1930 wurde Fischer Polleiter des neugeschaffenen, vereinigten KPD-Bezirks Baden-Pfalz in Mannheim. Im April 1932 wurde er im Wahlkreis Merseburg in den Preußischen Landtag gewählt. Im selben Monat löste ihn Robert Klausmann als Polleiter ab.
Nachdem infolge der „Machtergreifung“ der Nationalsozialisten die illegale Leitung der KPD im Bezirk Hessen-Kassel im Mai 1933 verhaftet worden war, übernahm Fischer die Leitung und organisierte den Widerstandskampf. Am 20. November 1933 wurde er verhaftet und am 7. November 1934 zu drei Jahren Zuchthaus verurteilt. Im Zuchthaus Luckau leitete er einen illegalen Schulungszirkel der KPD, nach Ablauf seiner Strafzeit wurde er am 14. Dezember 1937 ins KZ Sachsenhausen verschleppt. Hier gehörte er zu den führenden Organisatoren des illegalen Widerstandes im Lager. Gemeinsam mit Bernhard Bästlein und Karl Wloch verfasste er das Sachsenhausen-Lied („Wir schreiten fest im gleichen Schritt“).  Am 25. März 1940 verstarb Fischer an einem durch Misshandlungen und schwere Haftbedingungen hervorgerufenen Herzleiden.